# Chiesa di San Giovanni Battista (Carona)
La chiesa di San Giovanni Battista sorge a Carona, in provincia di Bergamo. La chiesa parrocchiale fu eretta nel XV secolo e venne consacrata a San Giovanni Battista nel 1450. Degni di nota il campanile e alcuni affreschi di Domenico Pezzi.